# Matthias Miersch

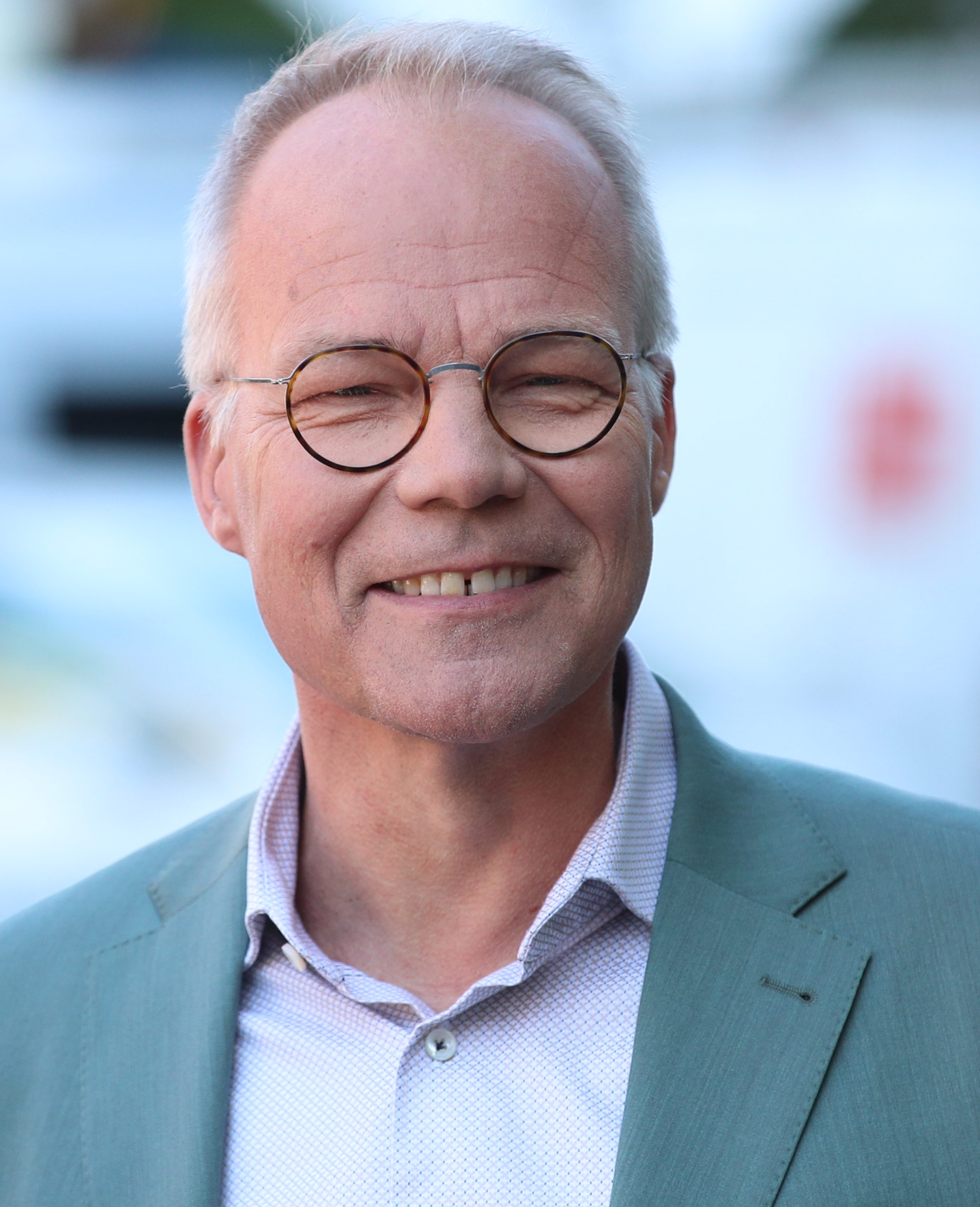
Matthias Miersch (2025)

Matthias Miersch (* 19. Dezember 1968 in Hannover) ist ein deutscher Politiker der SPD und Rechtsanwalt. Seit 2005 ist er Mitglied des Deutschen Bundestages und seit dem 7. Mai 2025 Vorsitzender der SPD-Bundestagsfraktion, zu deren stellvertretenden Vorsitzenden er bereits von 2017 bis 2024 zählte. Von 2015 bis 2024 war er dort außerdem einer der Sprecher der Parlamentarischen Linken in der SPD-Bundestagsfraktion. Er ist ordentliches Mitglied im Verwaltungsausschuss und stellvertretendes Mitglied im Wahlausschuss für die Richter des Bundesverfassungsgerichts. Von Oktober 2024 bis Mai 2025 war er kommissarischer Generalsekretär der SPD.

## Ausbildung und Beruf
Nach dem Abitur 1988 an der Albert-Einstein-Schule in Laatzen begann Miersch ein Studium der Rechtswissenschaft an der Universität Hannover, das er 1993 mit dem ersten juristischen Staatsexamen beendete. Von 1988 bis 1996 leistete er einen Wehrersatzdienst bei der Johanniter-Unfallhilfe ab. Nach dem Vorbereitungsdienst, in dem er auch ein einsemestriges Ergänzungsstudium an der Deutschen Hochschule für Verwaltungswissenschaften Speyer absolvierte, bestand er 1997 das zweite Staatsexamen. Zum Dr. jur. wurde er 1999 an der Universität Hannover mit der Dissertation Der sogenannte référé législatif – eine Untersuchung zum Verhältnis Gesetzgeber, Gesetz und Richteramt seit dem 18. Jahrhundert promoviert.
Miersch ist seit 1997 als Rechtsanwalt zugelassen und seit 2000 Fachanwalt für Strafrecht. Miersch lebt in einer eingetragenen Partnerschaft. Er ist evangelisch-lutherischer Konfession.

## Partei
Miersch wurde 1990 Mitglied der SPD. Ab 2000 war er stellvertretender Vorsitzender des SPD-Unterbezirks Hannover-Land, von 2005 bis 2009 des Unterbezirks Region Hannover. Im März 2009 wurde Miersch als Nachfolger Heinrich Allers zum Vorsitzenden des Unterbezirks gewählt. Das Amt hatte er bis April 2019 inne. Seit 2019 ist er Vorsitzender des SPD-Bezirks Hannover. Von 2013 bis 2025 war er Mitglied des SPD-Parteivorstands. Am 8. Oktober 2024 wurde er als Nachfolger von Kevin Kühnert zum kommissarischen SPD-Generalsekretär ernannt. Als Generalsekretär wurde er am 12. Mai 2025 von Tim Klüssendorf abgelöst.

## Abgeordneter
Miersch gehörte in den Jahren 1991 bis 2018 dem Rat seiner Heimatstadt Laatzen an und war dort von 1995 bis 2005 Vorsitzender der SPD-Fraktion.
Seit dem Jahr 2005 ist er Mitglied des Deutschen Bundestages. Er zog stets als direkt gewählter Abgeordneter des Wahlkreises Hannover-Land II in den Bundestag ein. Bei der Bundestagswahl 2005 gewann er den Wahlkreis mit 51,5 % der Erststimmen und verteidigte sein Mandat 2009 mit 40,4 %, 2013 mit 43,4 % und 2017 mit 37,0 %. 2021 gewann er das Direktmandat erneut mit 40,7 % vor dem CDU-Kandidaten, dem damaligen Vorsitzenden der Jungen Union, Tilman Kuban mit 25,5 %.
Miersch war ab 2005 Mitglied im Ausschuss für Umwelt, Naturschutz und Reaktorsicherheit, der nach der Bundestagswahl 2013 um den Bereich „Bau“ erweitert wurde. Von 2009 bis 2017 war er umweltpolitischer Sprecher seiner Fraktion. Am 30. Juni 2015 wurde er zum Sprecher der Parlamentarischen Linken in der SPD-Bundestagsfraktion gewählt und hatte das Amt bis Oktober 2024 inne.
In den Jahren 2014 bis 2016 war er – als Mitglied des Deutschen Bundestages – ordentliches Kommissionsmitglied in der Kommission Lagerung hoch radioaktiver Abfallstoffe (Endlagerkommission) gemäß § 3 Standortauswahlgesetz.
Im 19. Deutschen Bundestag gehörte er als stellvertretendes Mitglied dem Gemeinsamen Ausschuss, dem Ausschuss für Wirtschaft und Energie, dem Tourismusausschuss, dem Ausschuss für Recht und Verbraucherschutz, dem Ausschuss für Ernährung und Landwirtschaft, dem Vermittlungsausschuss sowie dem Ausschuss für Umwelt, Naturschutz und nukleare Sicherheit an. Er war von Dezember 2017 bis 2021 stellvertretender Vorsitzender der SPD-Bundestagsfraktion für die Bereiche Umwelt, Naturschutz und nukleare Sicherheit; Energie; Ernährung und Landwirtschaft sowie Tourismus.
Im 20. Deutschen Bundestag gehörte er bis Oktober 2024 als stellvertretender Vorsitzender der SPD-Bundestagsfraktion für Umwelt, Klimaschutz, Energie, Landwirtschaft und Verbraucherschutz dem geschäftsführenden Vorstand der SPD-Bundestagsfraktion an und war beratendes Mitglied der SPD-Fraktion in der Expertenkommission Gas und Wärme. Das Amt des stellvertretenden Fraktionsvorsitzenden legte er nach seiner Ernennung zum Generalsekretär im Oktober 2024 nieder und verblieb als einfaches Mitglied in der Fraktion.
Nach dem Eintritt von Lars Klingbeil in das neue Kabinett Merz wurde Miersch am 7. Mai 2025 zu dessen Nachfolger als Fraktionsvorsitzender gewählt.

## Positionen
In der SPD herrscht Uneinigkeit über den Umgang mit Russland und Altkanzler Gerhard Schröder; so versuchten Teile der Partei, einen Parteiausschluss Schröders zu erreichen. Miersch antwortete in einem Gespräch mit dem Stern im Oktober 2024 auf die Frage, ob Gerhard Schröder zur SPD gehöre, mit „Ja“. Zudem forderte Miersch im selben Monat Gespräche mit Russland.

## Trivia
Als Rechtsanwalt verhinderte Miersch Ende der 1990er-Jahre die Abschiebung der Familie von Adis Ahmetovic, seinem späteren Fraktionskollegen.